# Urazek
Urazek (Glischrochilus) – rodzaj chrząszczy z rodziny łyszczynkowatych i podrodziny Cryptarchinae. Obejmuje 46 opisanych gatunków. Ma zasięg kosmopolityczny.

## Morfologia

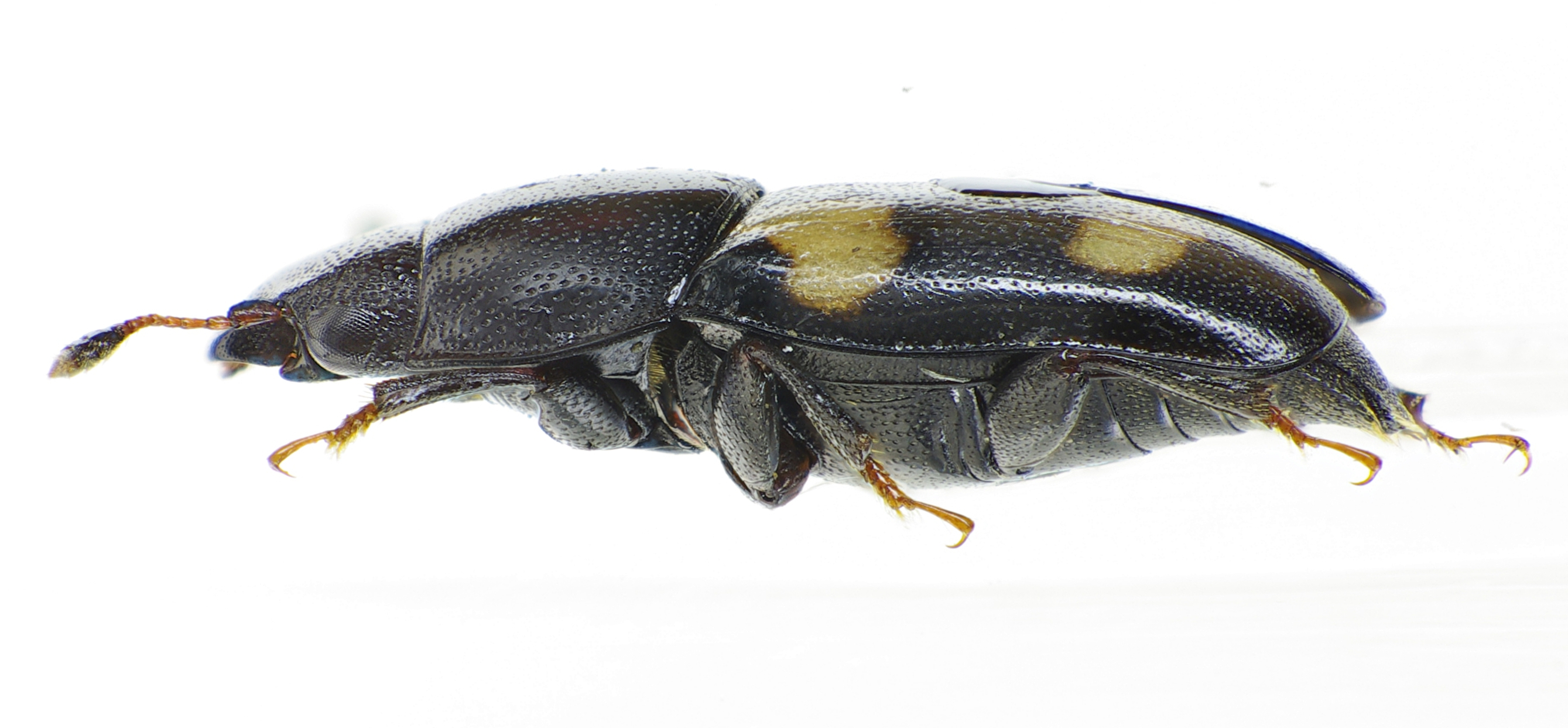
Urazek kukurydziany, widok z boku

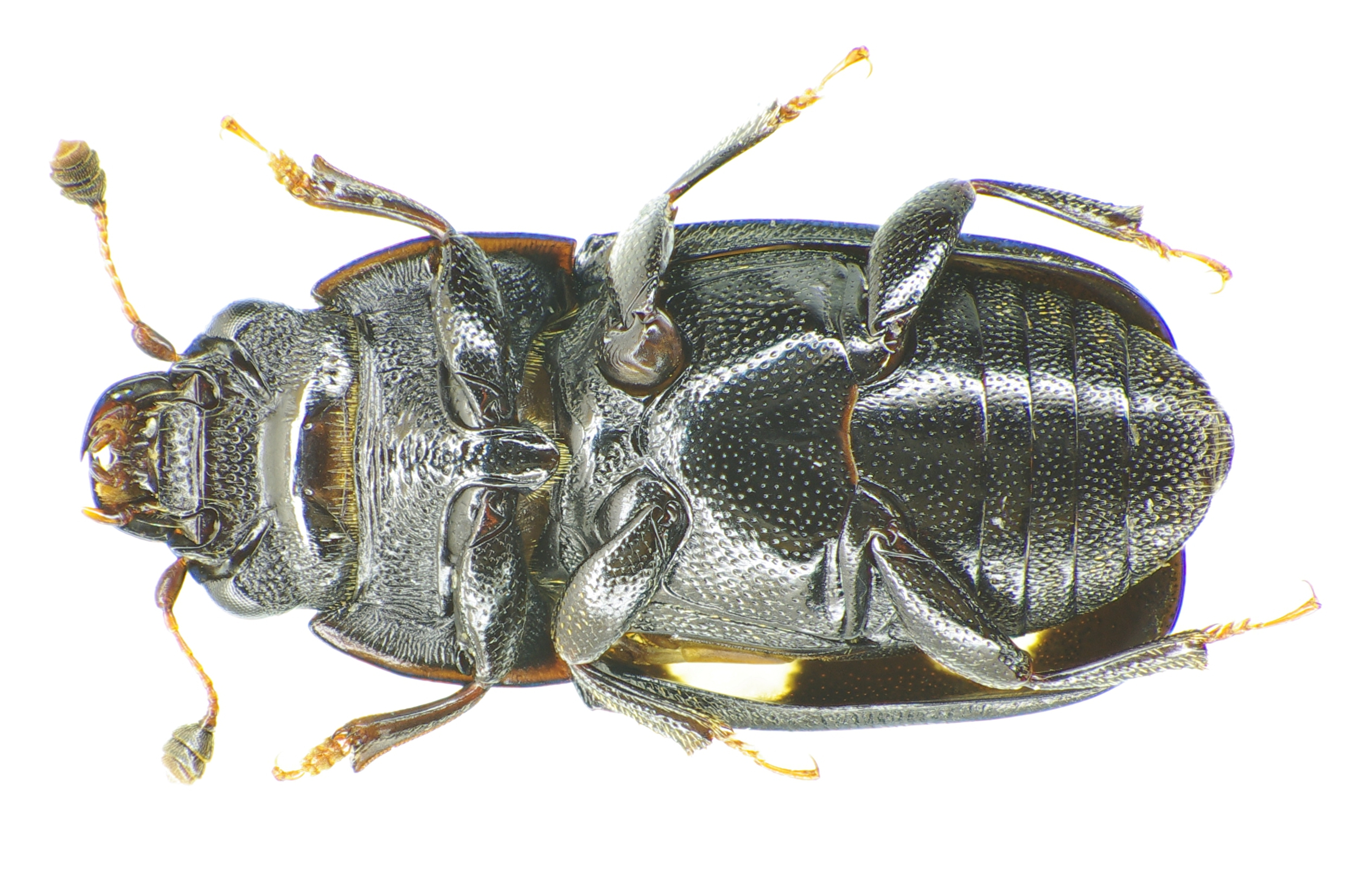
Urazek kukurydziany, widok od spodu

Chrząszcze te mają płaskie lub lekko wypukłe, nagie, błyszczące ciało o podługowato-owalnym zarysie. Ubarwienie mają głównie czarne z plamkami na pokrywach o kolorze od bladożółtego przez pomarańczowy do rdzawoczerwonego.
Głowa jest duża i szeroka, o słabo zaznaczonym nadustku, poprzecznej wardze górnej i dość długich, zbieżnych bruzdach czułkowych. Czułki są mniej więcej tak długie jak głowa, zbudowane z 11 członów, z których 3 ostatnie formują szeroko-owalną i przeciętnie zwartą buławkę. Żuwaczki mają wierzchołki tępo rozdwojone. Szczęki mają zaostrzone wierzchołki żuwek wewnętrznych oraz głaszczki szczękowe o członie drugim niewiele dłuższym od trzeciego, a czwartym tak długim jak pierwszy. Warga dolna ma szeroki i wykrojony na szczycie języczek, długie przyjęzyczki o kształcie rogów, smukłe głaszczki wargowe o członie drugim mniej więcej tak długim jak trzeci oraz silnie poprzeczną bródkę o głęboko wykrojonym przedzie.
Tułów ma przedplecze tak szerokie jak pokrywy lub od nich szersze, u podstawy niewykrojone. Rozmiary tarczki są niewielkie. Pokrywy są całobrzegie, o wąskich podgięciach. Rzędy na pokrywach są zaznaczone bardzo delikatnie, ale rządek przyszwowy w tylnej ich części jest dobrze widoczny. Punktowanie pokryw jest nieregularne, miejscami układające się w zaburzone szeregi. Przedpiersie ma rozszerzony na wierzchołku wyrostek międzybiodrowy, często o kształcie pomocnym w oznaczaniu gatunków. Panewki bioder przedniej pary są otwarte z tyłu. Odnóża mają wyraźnie rozszerzone trzy początkowe człony stóp.
Odwłok może mieć pygidium całkiem zakryte pokrywami lub o odsłoniętym wierzchołku. Pierwszy z widocznych sternitów (wentrytów) jest niemal tak długi jak trzy kolejne razem wzięte.

## Ekologia i występowanie

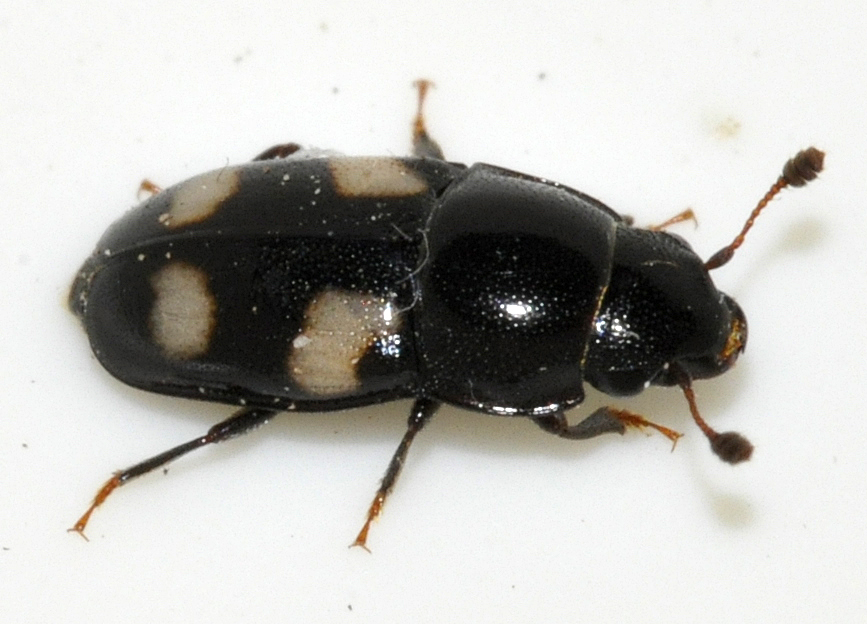
Urazek kukurydziany

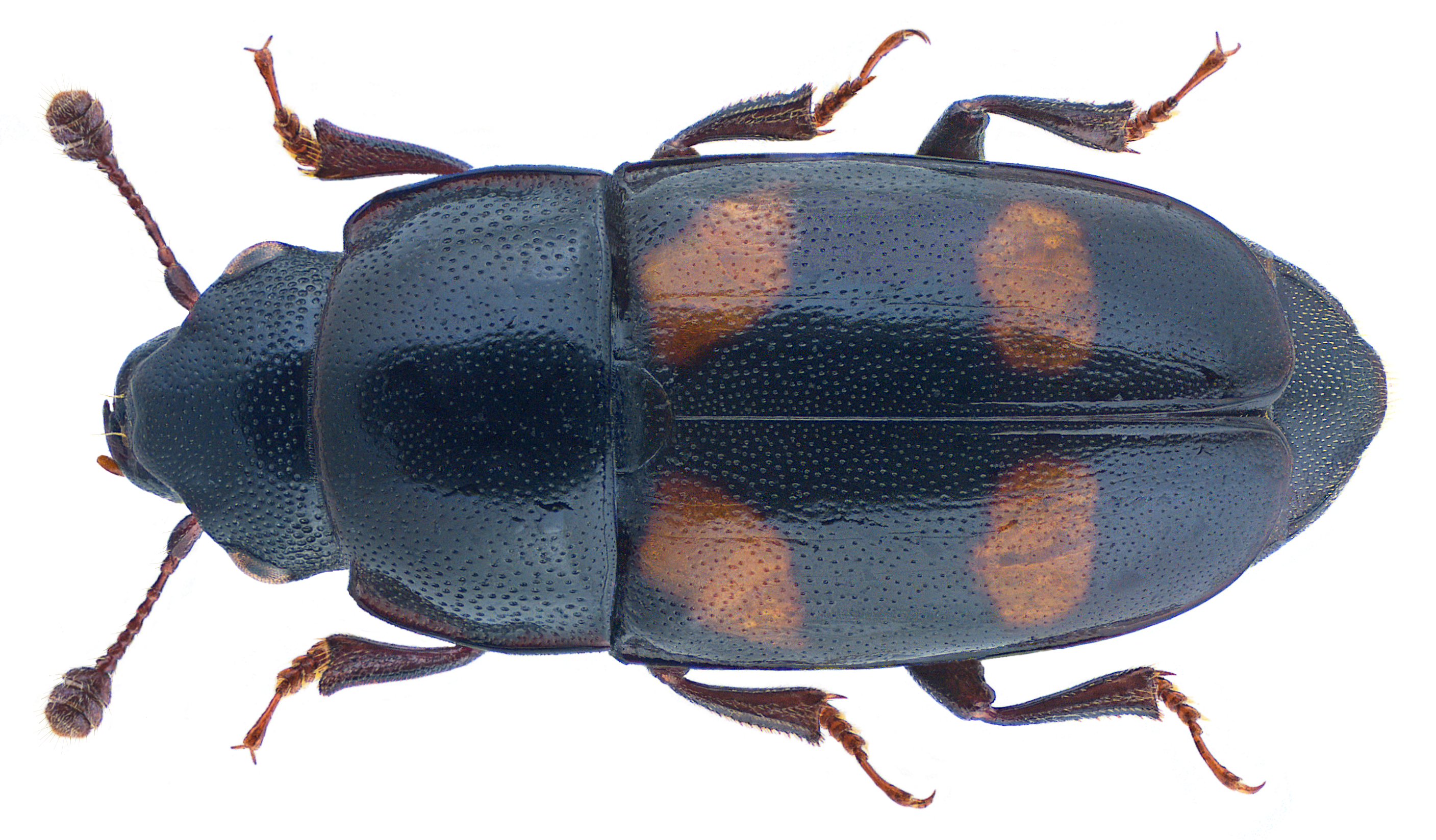
Urazek leśny

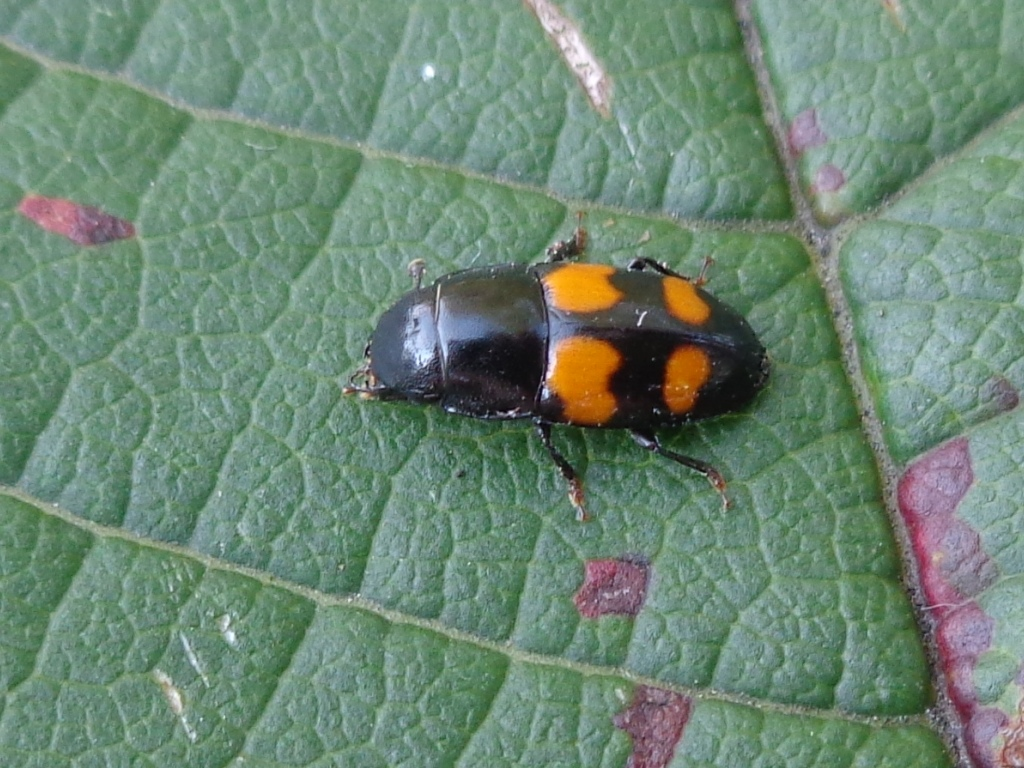
Glischrochilus grandis

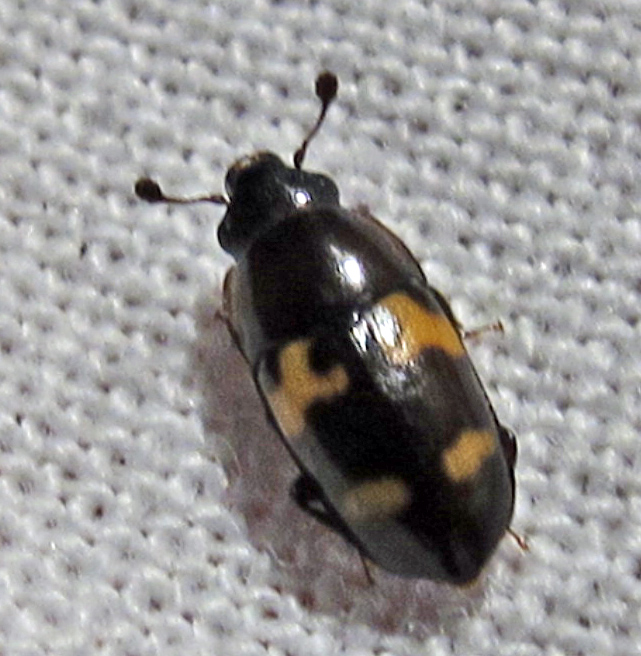
Glischrochilus fasciatus

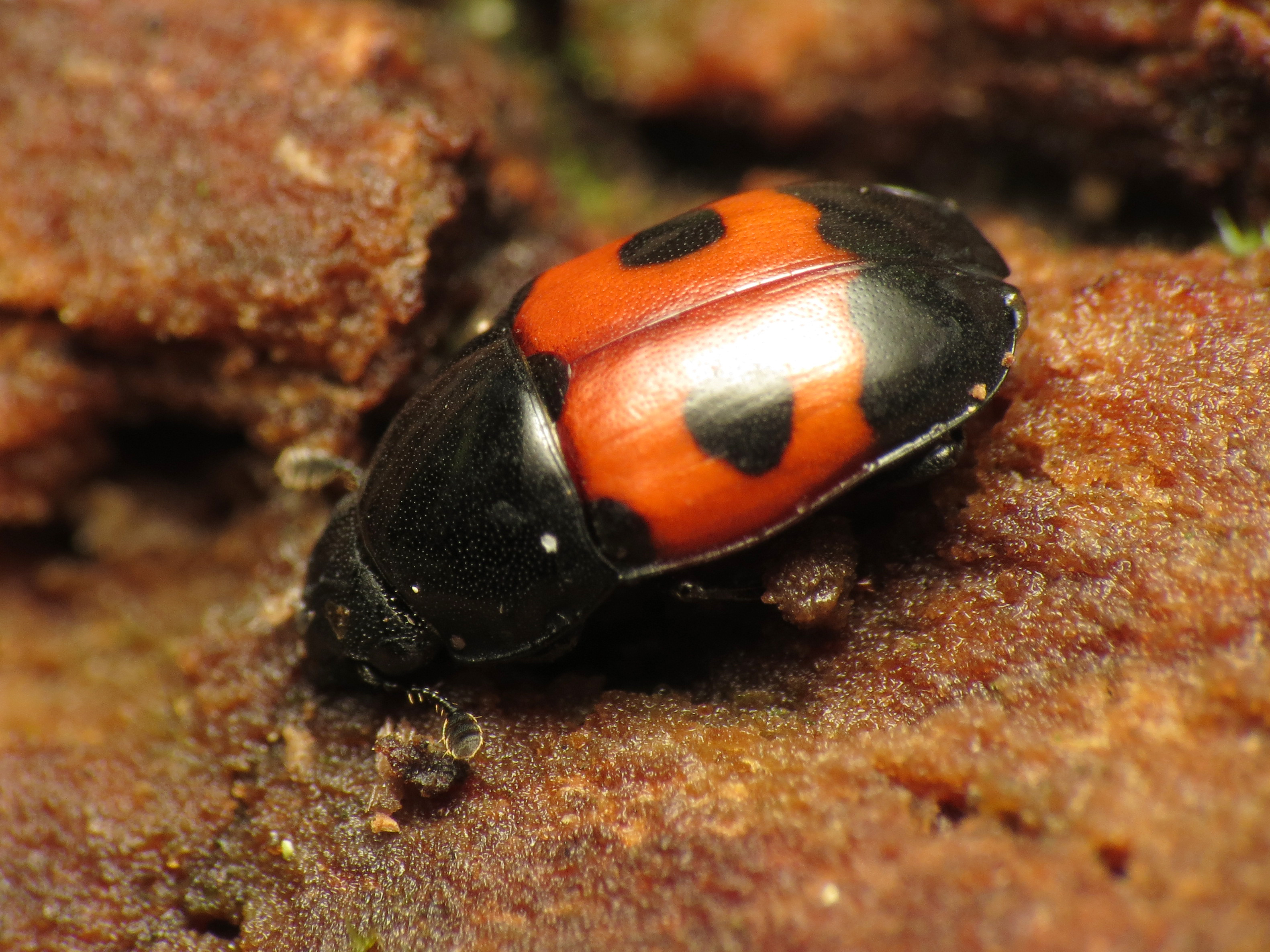
Glischrochilus sanguinolenta

Zarówno larwy, jak i owady dorosłe są saprofitofagiczne. W warunkach naturalnych najczęściej żerują na fermentującym soku wyciekającym z uszkodzonych drzew, w tym chodników kornikowatych, oraz w gnijących owocnikach grzybów, w tym hub. Niektóre gatunki, w tym urazek leśny i urazek kukurydziany, przystosowały się do środowisk synantropijnych, gdzie żerują w pryzmach kompostowych. Urazek kukurydziany ponadto zaadaptował się do żerowania na kolbach kukurydzy oraz świeżych owocach i warzywach, co w połączeniu z przenoszeniem przez niego fitopatogennych grzybów i bakterii powoduje, że wymieniany jest w części regionów jako istotny ekonomicznie szkodnik.
Rodzaj Glischrochilus ma zasięg kosmopolityczny. Najliczniej reprezentowany jest w krainie palearktycznej, gdzie występuje około 20 gatunków. W Europie Środkowej stwierdzono 6 z nich, a w Polsce 5 z nich (zobacz: łyszczynkowate Polski). Powyżej 10 gatunków wchodzi także w skład fauny krain orientalnej i nearktycznej. W krainie neotropikalnej stwierdzono trzy, a w krainach etiopskiej i australijskiej po dwa gatunki.

## Taksonomia
Rodzaj ten wprowadzony został w 1873 roku przez Edmunda Reittera. W 1932 roku W.J. Brown przeprowadził rewizję gatunków północnoamerykańskich. W 1943 roku Carl T. Parsons dokonał formalnego wyznaczenia Silpha quadripustulatus gatunkiem typowym rodzaju. W 1981 roku Karl V. Miller i Roger N. Williams opublikowali zestawienie bibliograficzne poświęcone temu rodzajowi.
Do rodzaju tego zalicza się 46 opisanych gatunków i dwa podrodzaje:
- podrodzaj: Glischrochilus (Glischrochilus) Reitter, 1873
  - Glischrochilus biguttulus (Motschulsky, 1860)
  - Glischrochilus confluentus (Say, 1823)
  - Glischrochilus cruciatus (Motschulsky, 1860)
  - Glischrochilus lecontei (Brown, 1931)
  - Glischrochilus moratus Brown, 1932
  - Glischrochilus obtusus (Say, 1835)
  - Glischrochilus quadripunctatus (Linnaeus, 1758) – urazek czteroplamkowy
  - Glischrochilus vittatus (Say)
- podrodzaj: Glischrochilus (Librodor) Reitter, 1884
  - Glischrochilus affinis Kirejtshuk, 1984
  - Glischrochilus binaevus (Reitter, 1879)
  - Glischrochilus christophi (Reitter, 1879)
  - Glischrochilus clarkana (Wollaston)
  - Glischrochilus clavatus Reitter, 1884
  - Glischrochilus egregius (Grouvelle)
  - Glischrochilus fasciatus (Olivier, 1790)
  - Glischrochilus flavipennis (Reitter)
  - Glischrochilus flavoguttatus (Reitter)
  - Glischrochilus forcipatus (Fairmaire)
  - Glischrochilus grandis (Tournier, 1872)
  - Glischrochilus hortensis (Fourcroy, 1775) – urazek leśny
  - Glischrochilus ipsoides (Reitter, 1879)
  - Glischrochilus japonicus (Motschulsky, 1858)
  - Glischrochilus jelineki Lasoń, 2009
  - Glischrochilus klapperichi Jelinek
  - Glischrochilus kuntzeni Kirjtshuk
  - Glischrochilus laetus Kirjtshuk
  - Glischrochilus mirabilis Jelinek
  - Glischrochilus niger (Lechanteur)
  - Glischrochilus obtusus Say, 1835
  - Glischrochilus pallidus Ktrejtshuk
  - Glischrochilus pantherinus (Reitter, 1879)
  - Glischrochilus parvipustulatus (Kolbe, 1886)
  - Glischrochilus popei Jelinek
  - Glischrochilus pulcher Jelinek
  - Glischrochilus quadriguttatus (Fabricius, 1776)
  - Glischrochilus quadrisignatus (Say, 1835) – urazek kukurydziany
  - Glischrochilus rubricollis Kirejtshuk
  - Glischrochilus rufiventris (Reitter, 1879)
  - Glischrochilus sanguinolentus (Olivier, 1790)
  - Glischrochilus siepmanni (W.J. Brown)
  - Glischrochilus subcylindricus Reitter, 1884
- podrodzaj: incertae sedis
  - Glischrochilus fuscipennis (Castelnau)
  - Glischrochilus janthinus (Reitter)
  - Glischrochilus minimus (Sharp)
  - Glischrochilus politus (McLeay)
  - Glischrochilus ultimus (Sharp)